# Dissection

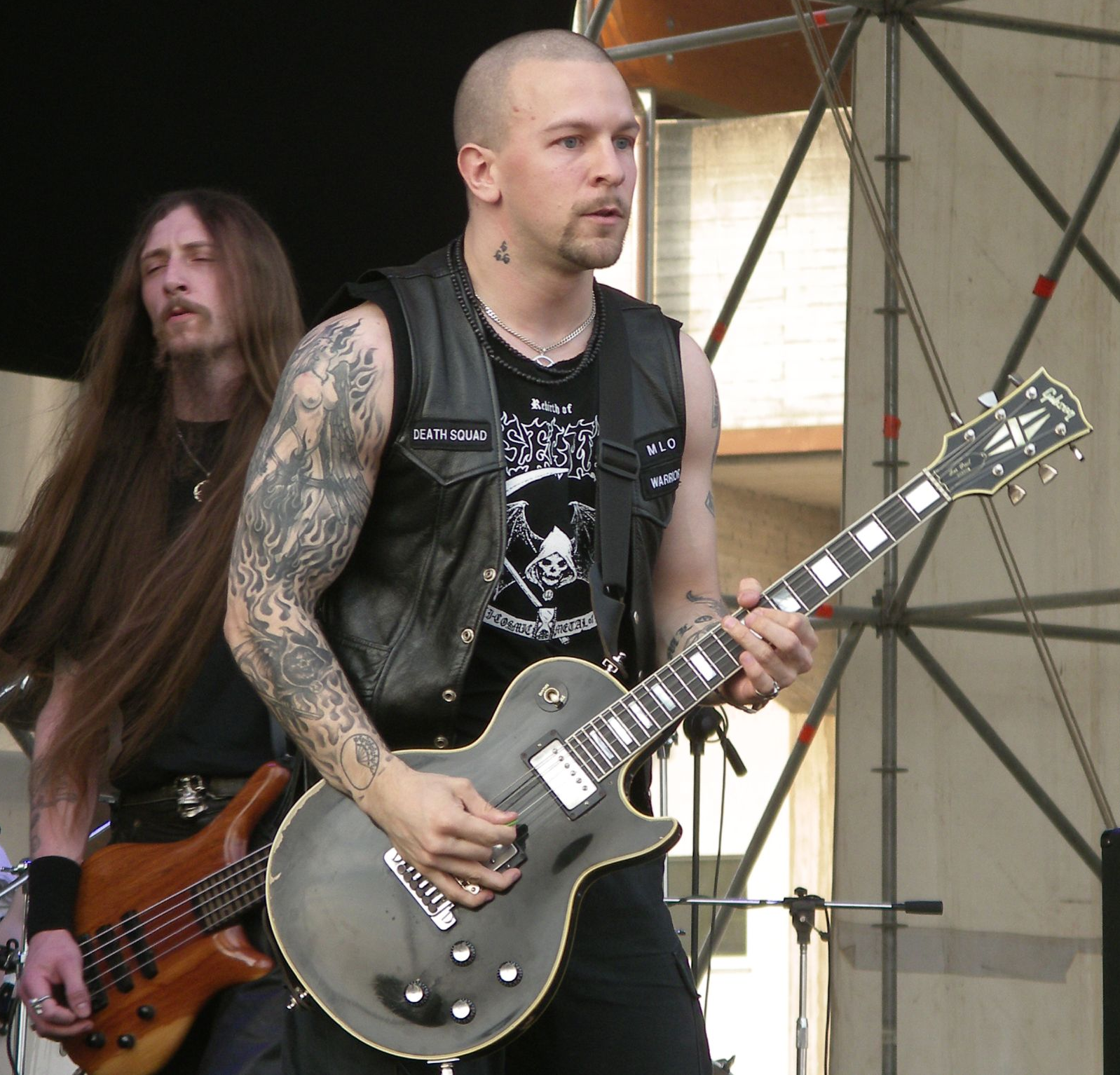
Jon Nödtveidt (vepředu)

Dissection (česky pitva) byla švédská metalová kapela založená roku 1989 ve švédském městě Strömstad zpěvákem Jonem Nödtveidtem. Dalšími členy první sestavy byli Ole Öhman (bicí), Peter Palmdahl (baskytara) a John Zwetsloot (kytara). Hrála mix melodic death metalu s black metalem (blackened death metal), mezi témata skupiny patřil okultismus a smrt.
První studiové album s názvem The Somberlain vyšlo roku 1993. V roce 1995 byla kapela na koncertním turné s krajany Dismember.
Kapela byla neaktivní v letech 1997–2004, tou dobou si Jon Nödtveidt odpykával trest ve vězení za účast na vraždě alžírského gaye Josefa ben Meddoura. Po jeho propuštění v roce 2004 opět pokračovala v tvorbě (s novým osazenstvem) a koncertování.
16. srpna 2006 byl Nödtveidt nalezen ve svém stockholmském bytě v kruhu zapálených svíček s prostřelenou hlavou. Před sebevraždou rozeslal dopisy otci a přítelkyni. Dříve oznámil, že ruší kapelu, protože už dosáhl všech cílů.
Pozn.: existuje více kapel s názvem Dissection, ale nejsou zdaleka tak známé jako tato švédská.

## Diskografie

### Dema
- The Grief Prophecy (1991)
- Into Infinite Obscurity (1991)
- The Somberlain (1992)
- Promo '93 (1993)
- Storm of the Light's Bane Rough Mix (1995)
- Promo 2005 (2005)

### Studiová alba
- The Somberlain (1993)
- Storm of the Light's Bane (1995)
- Reinkaos (2006)

### EP
- Where Dead Angels Lie (1995)

### Kompilace
- The Past Is Alive (The Early Mischief) (1997)

### Singly
- Maha Kali (2004)
- Starless Aeon (2006)

### Koncertní alba
- Live in Stockholm 2004 (2009) – „postmortem“
- Live Rebirth (2010) – „postmortem“